# 雷澤巴克山
76°50′S 161°18′E / 76.833°S 161.300°E
雷澤巴克山（英語：Mount Razorback），是南極洲的山峰，位於維多利亞地的斯科特海岸，處於斯塔滕島高地以東，海拔高度約1,600米，在1957年由新西蘭探險隊命名，現時由南極條約體系管理。